# 胜利街道 (柳州市)
胜利街道，是中华人民共和国广西壮族自治区柳州市柳北区下辖的一个乡镇级行政单位。

## 行政区划
胜利街道下辖以下地区：
建园社区、宏力社区、胜利东社区、胜利西社区、协和社区、桂景湾社区、金茂园社区、星望社区、嘉华社区和胜利中社区。